# Thomas J. Pinnavaia
Thomas J. Pinnavaia (auch Thomas Pinnavaia oder Thomas Joseph Pinnavaia; * 16. Februar 1938 in Buffalo, New York) ist ein US-amerikanischer Physiker im Bereich der Materialwissenschaften.
Pinnavaia erhielt den A.A.S. 1957 am Erie County Technical Institute und 1962 den B.A. am SUNY Buffalo. 1967 wurde ihm der Ph.D. der Cornell University verliehen. Anschließend war er von 1966 an der Michigan State University, wo er seit 1997 University Distinguished Professor ist. Von 1989 bis 1992 war er Direktor des MSU Center for Fundamental Materials Research. Er ist Chief Science Officer der Firma InPore Technologies.
Pinnavaia ist Inhaber von 35 Patenten.

## Auszeichnungen
- 1983 Senior Sigma Xi Research Award
- 1988 Michigan State University Distinguished Faculty Award
- 1991 George W. Brindley Lecture Award, Clay Minerals Society
- 1993 Distinguished Member Award, Clay Minerals Society
- 1997 Michigan State University Distinguished Professor Award
- 2013 The Pioneer in Clay Science Award, Clay Minerals Society[3]
- 2016 Fellow der American Association for the Advancement of Science (AAAS)[4]

## Mitgliedschaften
- American Chemical Society President: MSU Section 1982–83
- Catalysis Society President: Michigan Catalysis Society 1987–88
- Clay Minerals Society President 1990
- Material Research Society
- Sigma Xi